# 南村金融業者強盗殺人事件
南村金融業者強盗殺人事件（みなみむらきんゆうぎょうしゃごうとうさつじんじけん）は、1933年（昭和8年）4月に東京府南多摩郡南村（現在の東京都町田市）で発生した強盗殺人事件。なお、本項では被疑者・被害者名は伏せて記述する。

## 発端
南村で床屋を営んでいたAはたまたま客として知り合った横浜市に住む金融業者Bの下で貸した金の集金をしながら自らもBから元手を出してもらい、住んでいる集落の住民相手に金融業を営んでいた。しかし折からの不況で自身も借金で苦しみ、Bから返済が出来ない場合は家と土地をよこせと催促を受けていた。金の当てがないAは遂に返済延長の交渉がまとまらない場合はBを殺害することを決意した。

## 犯行・隠蔽工作
昭和8年4月8日、Aの家族がいない間にAの家を訪れたBはAに督促を行った。やがてAは大金が入っていると財布を差し出すが財布の中身は札束状に加工した紙切れであり、Aはその金を別の取引における保証としたいのでBに金を預かっているという書類を書いてほしいと頼んで受諾させた。やがてAは用便に立つと偽って屋外に出ると風呂用の薪を持ちだして油断しているBを背後から殴打して殺害してBの所持金を奪った後、一旦物置に隠してから家族が寝静まった深夜にBの遺体を敷地内に埋めた。
更に1ヶ月後には万全を期して鶏小屋の改修と偽って小屋の下に遺体を埋め、続けてその上にコンクリートを流しかためる隠蔽工作を実施した。この間Bの家族からBの捜索願が出され南村を管轄する警視庁、Bが住む横浜市を管轄する神奈川県警察部も捜査のためAに事情聴取を実施したが「Bは八王子に行くと言って出たきり見ていない」という内容の供述をし、更にBが書いた保証書を提示して無関係と主張した。やがて警察側もBを家出人とみなして捜査に消極的となり事件は風化していった。

## 解決
事件が発生してから7年後の1940年（昭和15年）2月、AはBの遺体を埋めた鶏小屋に隣接する野菜倉庫から野菜を取り出そうとしたところ、鶏小屋の一角が崩れ、白骨化したBの遺体が露出した。驚いたAは遺体を田の畔道に埋めて隠蔽するもこの頃から夢枕に現れるBにうなされるようになった。
やがてAのうなされる様が集落の噂となるのと前後して管轄の町田警察署に事件の再捜査を依頼する投書が寄せられた。町田警察署は再捜査を神奈川県警察部刑事課に依頼し、周辺捜査の結果、事件発生から7年4カ月後の8月10日にAを逮捕し、自供させた。